# Cantó de Prats de Molló i la Presta
El cantó de Prats de Molló era una divisió administrativa francesa, situada a la Catalunya Nord, al departament dels Pirineus Orientals.
El cantó de Prats de Molló estava compost per sis municipis del Vallespir:
- Sant Llorenç de Cerdans
- Prats de Molló i la Presta (capital del cantó)
- Serrallonga
- Costoja
- el Tec
- la Menera

Tots formen part de la Comunitat de Comunes de l'Alt Vallespir

## Consellers Generals
| Període     | Conseller       | Partit           | Càrrecs                                                                             |
| 1945 - 1949 | Pascal Bernole  | PCF              |                                                                                     |
| 1949 - 1955 | Guillaume Julia | PCF              | Alcalde de Sant Llorenç de Cerdans                                                  |
| 1955 - 1959 | Paul Alduy      | SFIO             | Alcalde dels Banys i Palaldà (1952-1955) Diputat a l'Assemblea Nacional (1956-1981) |
| 1959 - 1973 | Guillaume Julia | PCF              | Alcalde de Sant Llorenç de Cerdans                                                  |
| 1973 - 1991 | Joseph Albert   | PCF i després DG | Alcalde de Prats de Molló i la Presta (1983-1991)                                   |
| 1992 - 1998 | Aubin Roca      | Independent      | Alcalde de Prats de Molló i la Presta (1991-1995)                                   |
| 1998 - 2015 | Bernard Remedi  | DVD              | Alcalde de Prats de Molló (1995-)                                                   |

En la reestructuració cantonal del 2014-2015 aquest cantó ha quedat suprimit i integrat tot sencer en el nou Cantó del Canigó.